# نيسان سنترا
نيسان سنترا هي سيارة من إنتاج شركة نيسان موتورز.
نيسان سنترا هي سيارة أنتجتها شركة نيسان عام 1982. كانت في الأصل من تصنيف السيارات الصغيرة الحجم، ولكن بالنسبة لطراز عام 2000 فقد تم إعادة تصنيفها كسيارة مدمجة. وإلى حدود عام 2006، كانت نيسان سنترا نسخة معدلة يتم إعادة تصديرها من النسخة اليبانية نيسان ساني (Nessan Sunny)، ولكن منذ عام 2013 أصبحت نيسان سنترا نسخة معدلة من نيسان سيلفي بي 17. ولا يستخدم اسم نيسان سنترا في اليابان حيث تبيع العديد من البلدان الأخرى في أمريكا الجنوبية إصداراتها من نيسان صني باسم سنترا. في المكسيك، عُرفت الأجيال الثلاثة الأولى من نيسان سنترا باسم نيسان تسورو، وتم بيع طراز B13 بهذا الاسم حتى عام 2017، إلى جانب الطرازات المحدثة التي تحمل شارة سنترا.
في أمريكا الشمالية، تستخدم سنترا حاليًا كسيارة نيسان صغيرة الحجم، على الرغم من تصنيفها على أنها سيارة متوسطة الحجم من قبل وكالة حماية البيئة نظرًا لحجمها الداخلي منذ عام 2007. بينما كانت سيارات سنترا السابقة عبارة عن مركبات مدمجة، فقد نمت نيسان سنترا على مر السنين، وحلت نيسان فيرسا محلهافي منطقة المستوى الابتدائي للسيارات.
تم إنشاء اسم نيسان سنترا لنيسان بواسطة Ira Bachrach من NameLab (شركة أمريكية توجد في سان فرانسيسكو بكاليفورنيا، تعمل في مجال الأعمال وخدمة تسمية المنتجات)، حيث يقول Bachrach بأن التسمية هو أنه: "أرادت نيسان أن يفهم المستهلكون أنها آمنة تمامًا على الرغم من أنها صغيرة. حيث تبدو كلمة سنترا Sentra مثل "مركزي" (Central) وفي نفس الوقت تشبه كلمة "حارس" (sentry)، مما يستحضر في الذهن صورة الأمان.

## الجيل الثامن (B18; 2019)

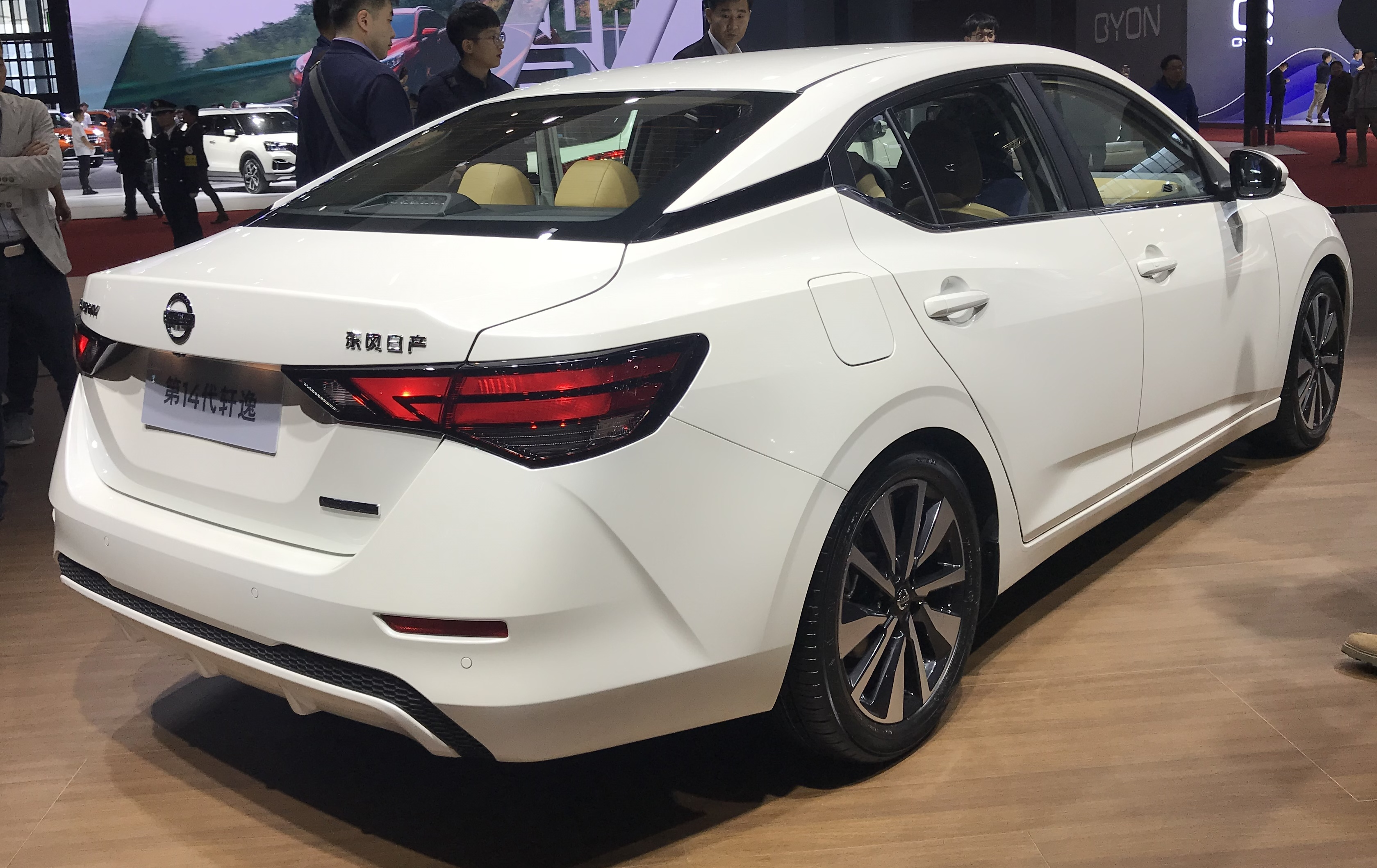
نيسان سيلفي B18 (نظرة خلفية)

تم الكشف عن الجيل الرابع من سيلفي في 16 أبريل 2019 في معرض شنغهاي الدولي الثامن عشر لصناعة السيارات. وتم الكشف عنها أيضًا باسم سنترا في معرض لوس أنجلوس للسيارات 2019.
محرك 2.0 لتر MR20DE حل محل محرك 1.8 لتر MR18DE من الجيل السابق، ولكن لا يحتوي على خيار ناقل الحركة اليدوي في أمريكا الشمالية. لا يزال محرك HR16DE سعة 1.6 لتر متاحًا في بعض الأسواق الآسيوية. وتحلآلية التعليق الخلفي المستقل محل التعليق الخلفي ذو عارضة الالتواء الموجود في الجيل الثالث من سنترا (السوق الآسيوي لا يزال نظام التعليق الخلفي للالتواء).

### أمريكا الشمالية
2020 Nissan Sentra SVكشفت نيسان عن الجيل الثامن من سنترا لسوق أمريكا الشمالية في معرض لوس أنجلوس للسيارات في نوفمبر 2019. وهي تعمل بمحرك بنزين رباعي الأسطوانات MR20DE بسعة 2.0 ليتر، بقوة 149 حصان (111 كيلو واط) و 198 نيوتن متر (146 رطل قدم) من عزم الدوران، جنبًا إلى جنب مع ناقل الحركة المتغير المستمر (CVT) من نيسان X-Tronic القياسي وبدون ناقل الحركة اليدوي.
تم طرح سنترا 2020 للبيع في الولايات المتحدة في أواخر يناير 2020 ، مع وصول الطراز المكسيكي في 1 يونيو 2020 الذي يتم تقديمه على شكل أربعة مستويات؛ Sense, Advance, SR, و Exclusive. 

#### مستويات التنسيق
نيسان سنترا متوفرة بثلاثة مستويات: S و SV و SR. يتم تشغيل جميع الطرازات بواسطة محرك نيسان MR بسعة 2.0 ليتر و 4 أسطوانات يعمل محرك البنزين
ومتصل ب X-Tronic CVT. تشمل جميع نماذج (موديلات) سنترا نظام ألوان داخلي فحمي (أسود).
يشتمل الطراز S على معدات قياسية مثل تكييف الهواء، ونظام معلومات ترفيهي بشاشة تعمل باللمس مقاس 7 بوصات مزود بإمكانيات البلوتوث، وإطارات مقاس 16 بوصة وعجلات فولاذية مع أغطية عجلات بلاستيكية، وأسطح مقاعد من القماش، ونظام صوت بأربع مكبرات صوت ونوافذ كهربائية وأقفال للأبواب ودخول بدون مفتاح ونظام تشغيل بضغطة زر ومجموعة ذرع أمان نيسان Nissan Safety Shield) 360) لمساعدة السائق تقنيا.
يضيف الطراز SV إلى ميزات S مثل عجلات من سبائك الألمنيوم مقاس 16 بوصة، وأسطح مقاعد من القماش الفاخر، وراديو SiriusXM عبر الأقمار الصناعية مع اشتراك تجريبي مدفوع، ونظام صوتي بستة مكبرات صوت، ونظام معلومات ترفيهي بشاشة نيسان كونيكت (NissanConnect) تعمل باللمس مقاس 8 بوصات مع خدمات نيسان كونيكت، ونظام الوصول الذكي بمفتاح نيسان الذكي مع مفتاح تشغيل بضغطة زر، ونظام بدء تشغيل السيارة عن بُعد، وتكامل (إمكانية الاستعمال) مع الهاتف الذكي عبر Apple CarPlay و Android Auto. تضيف الحزمة الفاخرة من SV أسطح جلوس مبطنة بالجلد البني الداكن مع مقاعد أمامية مزدوجة قابلة للتدفئة وإطارات أكبر، مقاس 17 بوصة وعجلات من سبائك الألومنيوم وفتحة سقف كهربائية.
يضيف تقليم SR إلى ميزات SV الإطارات ذات مقاس 18 بوصة والعجلات المصنوعة من سبائك الألمنيوم والقماش المركب وأسطح المقاعد المكسوة بالجلد مع درزات برتقالية في جميع أنحاء المقصورة الداخلية. تضيف حزمة SR Premium جلدية كاملة، أسطح جلوس مشذبة، ونظام صوت Bose (شركة تصنيع أمريكية تشتغل في بيع أجهزة الصوت) فاخر بثمانية مكبرات صوت مرتبطة مع مضخم (للصوت)، ومقاعد أمامية مزدوجة مدفأة، كما يتوفر طلاء خارجي بلونين مع ألوان خارجية مختارة في SR.
يقدم الطراز المكسيكي نفس خطوط التنسيق مثل طرازه في أمريكا الشمالية، وإن كان ذلك مع تسمية مختلفة وخط تقليم إضافي معروف باسم Exclusive ، والذي يضيف إلى ناقل الحركة الأوتوماتيكي SR CVT، والتحكم التلقائي في المناخ ثنائي المنطقة (عندما يتمكن قسمان منفصلان من السيارة من الحفاظ على درجات الحرارة المفضلة المختلفة بشكل مستقل)، ومقعد السائق القابل للتعديل، والمقاعد الأمامية المدفأة، مرآة ذات رؤية خلفية كهربائية، تشغيل المحرك عن بعد، مثبت السرعة التكيفي، ومراقب النقط العمياء.

## معرض صور

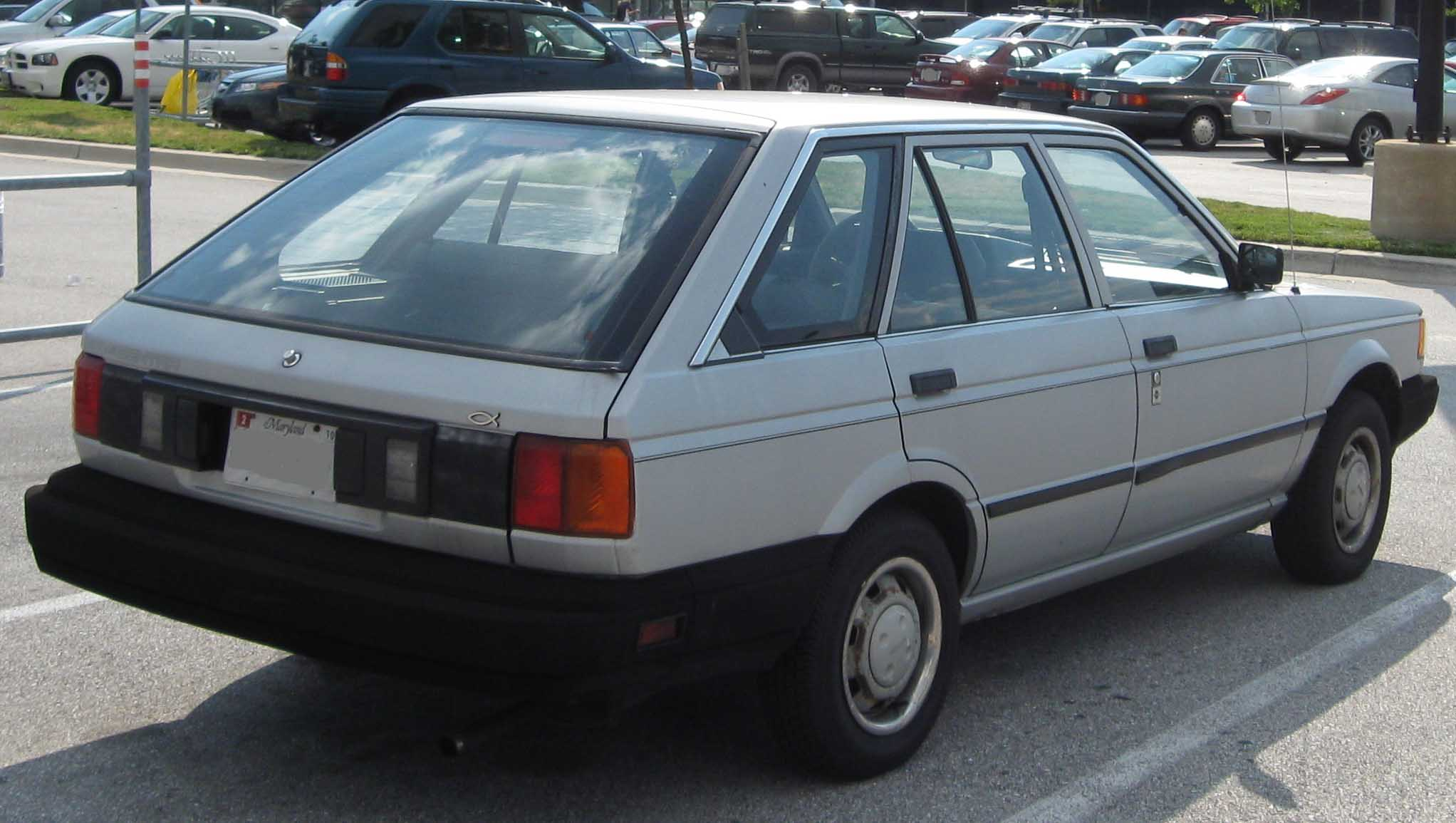
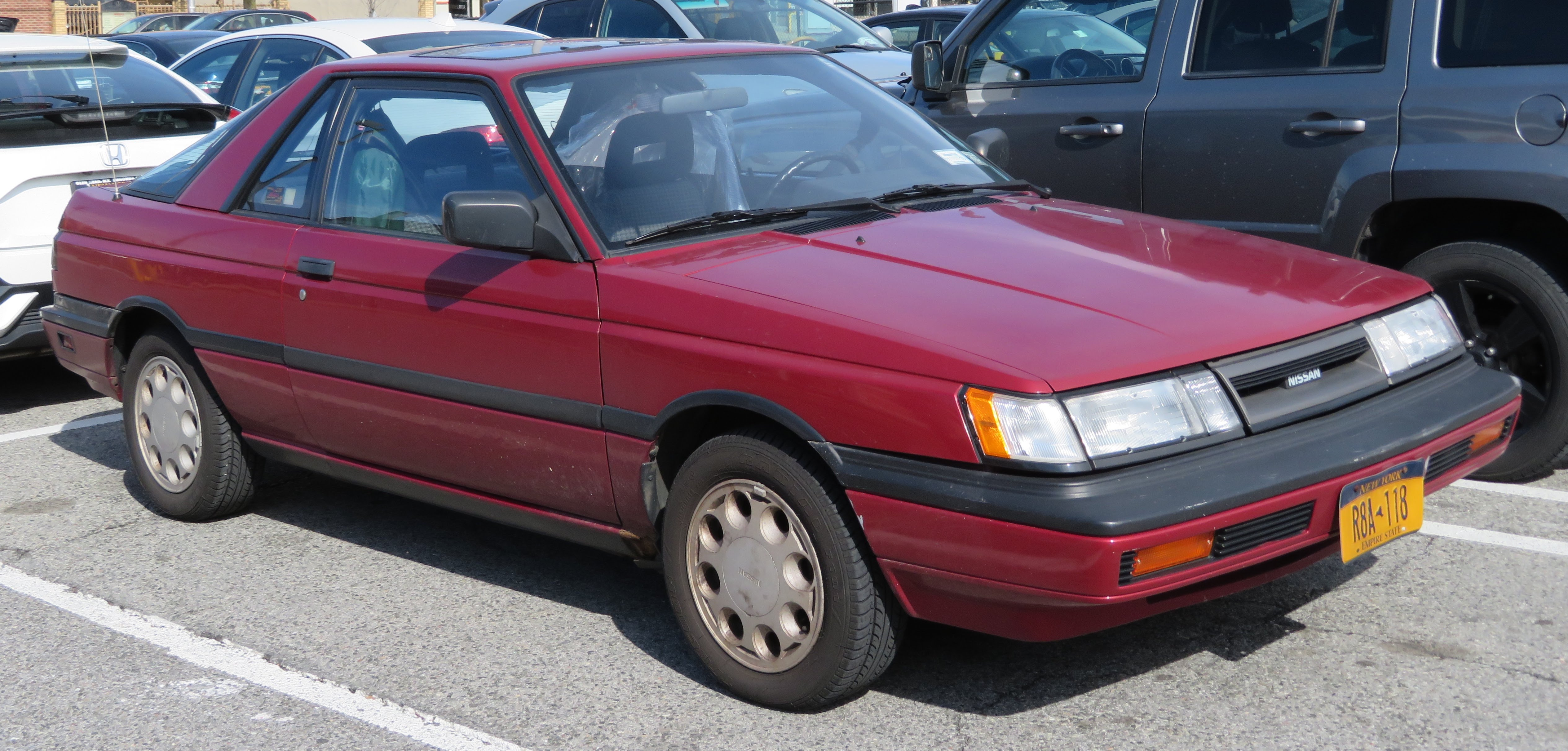
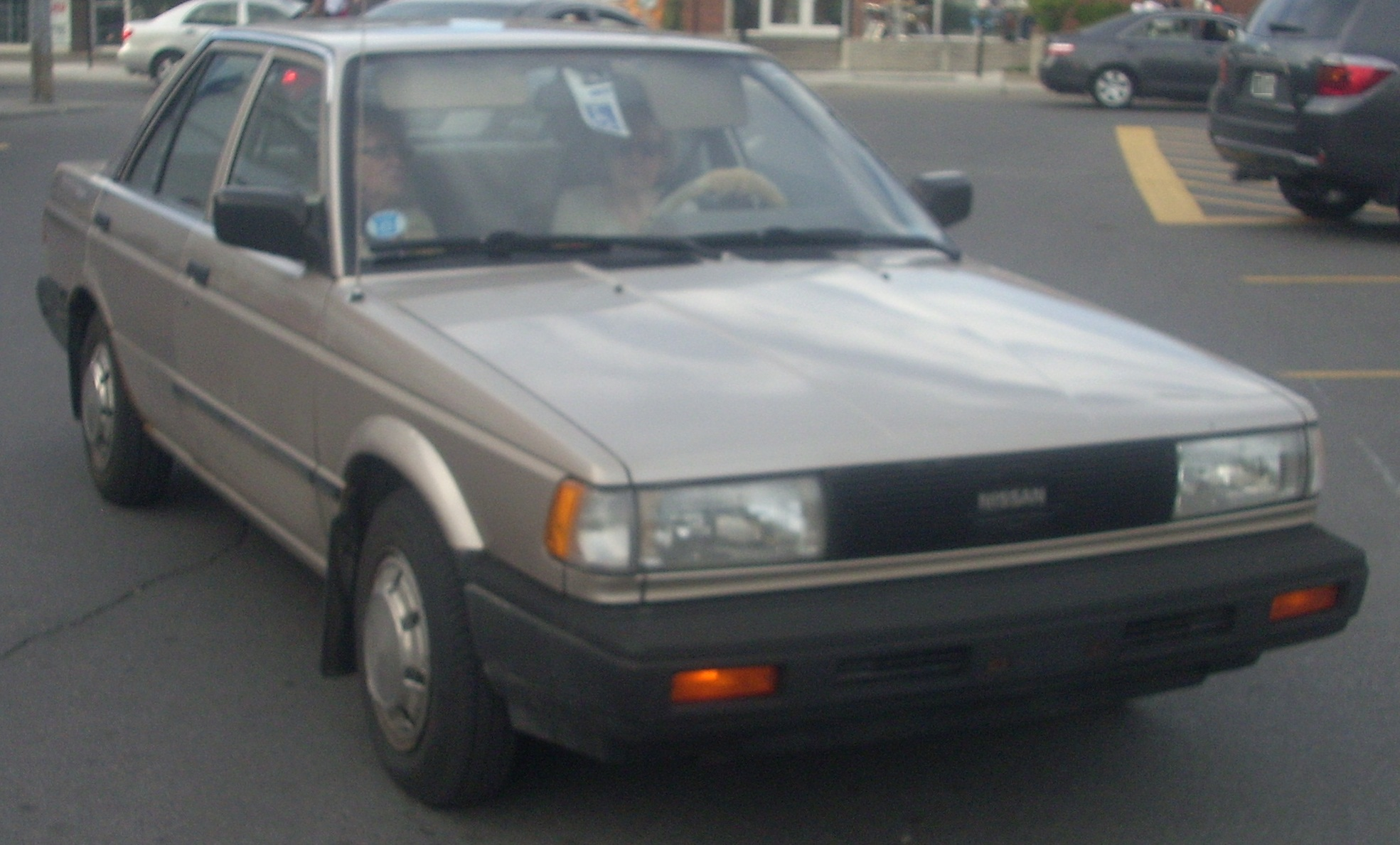
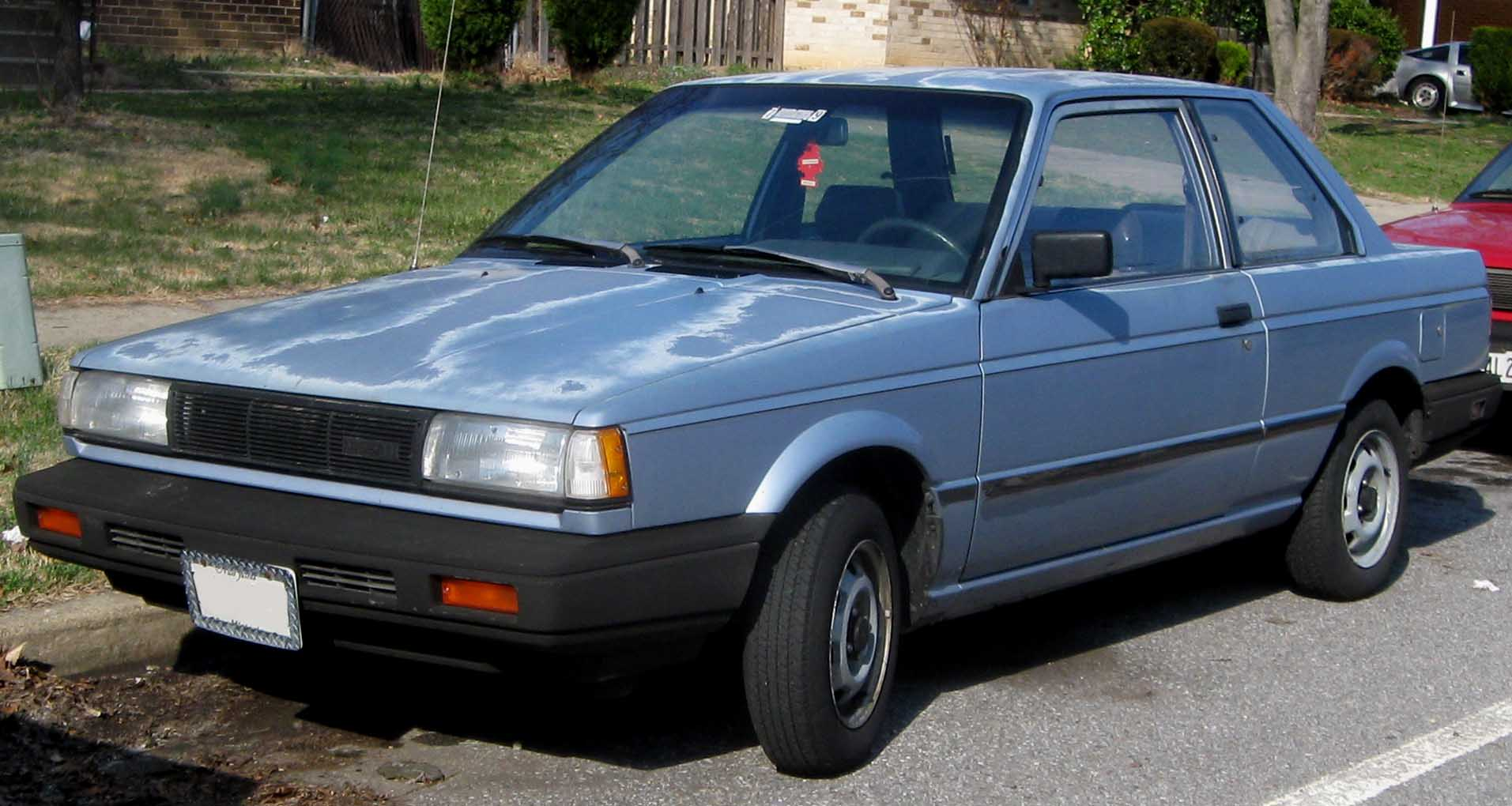
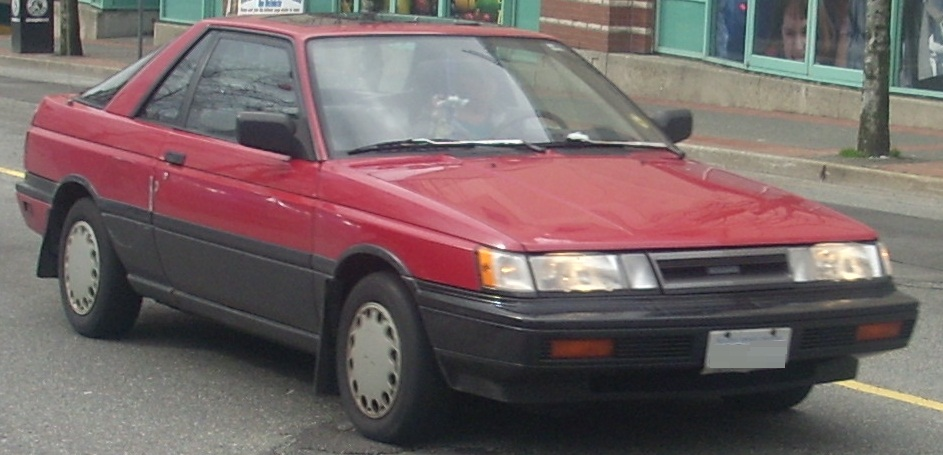